# Allomyia sichotalinensis
Allomyia sichotalinensis är en nattsländeart som först beskrevs av Martynov 1935.  Allomyia sichotalinensis ingår i släktet Allomyia och familjen Apataniidae. Inga underarter finns listade i Catalogue of Life.